# Leo Fall
Pour les articles homonymes, voir Fall.
Leo Fall (né à Olmütz 2 février 1873 – mort le 16 septembre 1925 à Vienne) est un compositeur autrichien d'opérettes.

## Biographie
Né à Olmütz (Olomouc) le 2 février 1873, Leo (ou Léopold) Fall a reçu sa première formation musicale de son père Moritz Fall (1848-1922), un chef d'orchestre et compositeur, installé à Berlin. Fall étudie ensuite au Conservatoire de Vienne, avant de rejoindre son père à Berlin. Ses professeurs à Vienne sont Robert Fuchs et Johann Nepomuk Fuchs. En 1895, il commence une carrière de chef d'opérette à Hambourg, et se met à composer. Dès 1904, il se consacre exclusivement à la composition. Bien qu'il ait moins de succès que son contemporain Franz Lehár, il est néanmoins à même d'écrire des œuvres mélodieuses et bien orchestrées. Après avoir travaillé à Berlin, Hambourg et Cologne il s'installe à Vienne en 1906. Il y décède le 16 septembre 1925. Il est enterré dans le cimetière central de Vienne.
Parmi ses opérettes les plus connues, Die Dollarprinzessin et Madame Pompadour sont également produites à Londres et à New York et sont toujours au répertoire en Allemagne et en Autriche au cours du XXe siècle. Mais Der liebe Augustin (1912) atteint le nombre inouï de 3 360 représentations. Son opéra Der Goldene Vogel, créé à Dresde en 1920 avec Richard Tauber et Elisabeth Rethberg a obtenu moins de succès.
Fall, dont les œuvres ont été interdites par les nazis, est l'un des représentants, avec Franz Lehár, Robert Stolz et Oscar Straus de l'« Âge d'argent de l'opérette ».
Ses grandes opérettes oscillent entre classique (valse viennoise) et moderne (rengaines, jazz, fox-trot).

## Œuvres principales

### Opéras
- Paroli (1 acte, 1902)
- Irrlicht (1905)
- Der goldene Vogel (1920)

### Opérettes
- Der Rebell (Vienne, 1905)
- Der fidele Bauer (Mannheim, 1907)
- Die Dollarprinzessin (Vienne, 1907)
- Die geschiedene Frau (Vienne, 1908)
- Der Schrei nach der Ohrgeige (Vienne, 1909)
- Brüderlein fein (Vienne, 1909)
- Das Puppenmädel (Vienn, 1910)
- Die schöne Risette (Vienne, 1910)
- Die Sirene (Vienne)
- The Eternal Waltz (Londres, 1911)
- Der liebe Augustin (Berlin, 1912)
- Die Studentengräfin (Berlin, 1913)
- Der Nachtschnellzug (Vienne, 1913)
- Der Frau Ministerpräsident (Berlin, 1914)
- Der künstliche Mensch (Berlin, 1915)
- Die Kaiserin (Berlin, 1916)
- Die Rose von Stambul (de) (Vienne, 1916)
- Die spanische Nachtigall (Berlin, 1920)
- Der heilige Ambrosius (Berlin, 1921)
- Die Strassensängerin (Vienne, 1922)
- Madame Pompadour (Berlin, 1922)
- Der süsse Kavalier (Berlin, 1923)
- Jugend im Mai (Dresde, 1926)